# سارا کاردین
سارا کاردین (زاده ۲۷ ژانویه ۱۹۸۷) کاراتهکار زن ایتالیایی و قهرمان بزرگسالان مسابقات جهانی کاراته است.

## دستاوردها
| سال  | رقابت                 | محل                     | رتبه | رویداد            |
| ---- | --------------------- | ----------------------- | ---- | ----------------- |
| ۲۰۰۹ | بازی‌های مدیترانه ای   | پیوند=\|حاشیه وروتسواو  | دوم  | کومیته ۵۰ کیلوگرم |
| ۲۰۱۰ | مسابقات قهرمانی اروپا | پیوند=\|حاشیه آتن       | اول  | کومیته ۵۵ کیلوگرم |
| ۲۰۱۰ | قهرمانی جهان          | پیوند=\|حاشیه بلگراد    | دوم  | کومیته ۵۵ کیلوگرم |
| ۲۰۱۳ | مسابقات قهرمانی اروپا | پیوند=\|حاشیه بوداپست   | دوم  | کومیته ۵۵ کیلوگرم |
| ۲۰۱۴ | مسابقات قهرمانی اروپا | پیوند=\|حاشیه تامپره    | اول  | کومیته ۵۵ کیلوگرم |
| ۲۰۱۴ | قهرمانی جهان          | پیوند=\|حاشیه برمن      | اول  | کومیته ۵۵ کیلوگرم |
| ۲۰۱۶ | مسابقات قهرمانی اروپا | پیوند=\|حاشیه مونت پلیر | اول  | کومیته ۵۵ کیلوگرم |
| ۲۰۱۷ | مسابقات قهرمانی اروپا | پیوند=\|حاشیه کوچائی    | دوم  | کومیته ۵۵ کیلوگرم |
| ۲۰۱۷ | بازی‌های جهانی         | پیوند=\|حاشیه وروتسواو  | سوم  | کومیته ۵۵ کیلوگرم |
| ۲۰۱۸ | مسابقات قهرمانی اروپا | پیوند=\|حاشیه نووی ساد  | سوم  | کومیته ۵۵کیلوگرم  |
| ۲۰۱۸ | مسابقات قهرمانی اروپا | پیوند=\|حاشیه نووی ساد  | دوم  | کومیت تیم         |
| ۲۰۱۸ | بازی‌های مدیترانه ای   | پیوند=\|حاشیه تاراگونا  | دوم  | کومیته ۵۵کیلوگرم  |